# جيرالد جاي سوسمان
جيرالد جاي سوسمان (ولد في 8 فبراير 1947) هو أستاذ في الهندسة الكهربائية في معهد ماساتشوستس للتكنولوجيا. حصل على شهادة البكالوريوس وشهادة الدكتوراه في الرياضيات من معهد ماساتشوستس سنة 1968 و1973 على التوالي. وهو يشارك في أبحاث خاصة بالذكاء الاصطناعي في معهد ماساتشوستس منذ 1964. ترتكز أبحاثه حول فهم استراتيجيات حل المشكلات التي يستخدمها العلماء والمهندسون بهدف أتمتة المنهج العلمي وإضفاء الطابع الرسمي عليها وذلك لتوفير أساليب أكثر فاعلية فيما يخص المناهج التعليمية في العلوم والهندسة. عمل سوسمان كذلك في دراسات تخص لغات الحاسوب وهندسة الحاسوب وتصميم دارات التكامل الفائق (VLSI). 

## تعليمه
التحق سوسمان بمعهد ماساتشوستس للتكنولوجيا وحصل على شهادة البكالوريوس في الرياضيات عام 1968 كما أكمل تعليمه العالي في نفس المعهد وحصل منه على شهادة الدكتوراه في الرياضيات، تحت إشراف العالم سيمور بابيرت، عام 1973. نشر أطروحة الدكتوراه الخاصة به تحت عنوان «نموذج محوسب في اكتساب المهارات» حيث ركّز فيها على مواضيع الذكاء الاصطناعي والتعلم الآلي باستخدام نموذج أداء محوسب يسمى HACKER.

## عمله الأكاديمي
سوسمان عمل كمؤلف مشارك (مع هال أبيلسون وجولي سوسمان) في تأليف كتاب علوم الحاسوب التمهيدي "Structure and Interpretation of Computer Programs" والذي تم استخدامه في معهد ماساتشوستس لعقود عدة كما تمت ترجمته لعدة لغات.
رأى سوسمان أن الأفكار التي يقدمها الذكاء الاصطناعي يمكن أن تطبق في «التصميم بمساعدة الحاسوب» (CAD).فبذلك قام سوسمان، بمشاركة طلابه في الدراسات العليا، بتطوير أدوات «تصميم بمساعدة الحاسوب» معقدة ودقيقة تختص بتصميم دارات التكامل الفائق (VLSI).
باستخدام الأداة التبيينية (آلة تبين حركة الكواكب في النظام الشمسي) الرقمية (Digital Orrery)، عمل سوسمان مع جاك ويسدوم على الوصول إلى دلائل عددية تدل على الحركة الفوضوية للكواكب الخارجية. تقبع الأداة التبيينية الرقمية الآن في مؤسسة سميثسونيان في واشنطن.
يعتبر سوسمان المصمم الرئيسي لـ Supercomputer Toolkit وهو حاسوب متعدد المعالجات تم تحسينه لتطوير المعادلات التفاضلية العادية. استخدم سوسمان ووسيدوم هذا الحاسوب لتأكيد ما توصل إليه هو وويسدوم عن طريق الأداة التبيينية الرقمية وتوسيع هذه الاكتشافات لتشمل نظام الكواكب بأكمله.
كان سوسمان رائدًا في استخدام الشرح المحوسب في تدريس الدوائر الكهربائية والإشارات والأنظمة. على مدار العقد الماضي، عمل سوسمان ووسيدوم على تأليف مادة تستخدم تقنيات محوسبة للوصول إلى فهم أعمق للميكانيكا الكلاسيكية المتقدمة. في كتابه "Computer Science: Reflections on the Field, Reflections from the Field”، كتب سوسمان: “... تستخدم الخوارزميات المحوسبة للتعبير عن الأساليب المستخدمة في تحليل الظواهر الديناميكية. إن التعبير عن هذه الظواهر بلغة الحاسوب تجعلها طوعياّ أكثر وضوحا وأكثر فاعلية حاسوبياّ. عادة ما يتوقع من الطلاب قراءة البرامج وتوسيعها وكتابة برامج جديدة. صياغة منهج قابل للتنفيذ بواسطة الحاسوب وتنقيحه إنما هو لمهمة صعبة أثناء عملية التعلم. كما أنه بمجرد تصوير ومعالجة الفكرة الرياضية فهي تصبح أداة يمكن استخدامها مباشرة لحساب النتائج ". سوسمان وويسدوم، بمشاركة مينهارد ماير، قاما بتأليف كتاب Structure and Interpretation of Classical Mechanics بهدف توضيح هذه الأفكار الجديدة.
كان سوسمان وأبيلسون جزءا من حركة البرمجيات الحرة والتي تعنى بجعل لغة البرمجيات MIT/GNU Scheme برمجية حرة. كما أنهما أعضاء في مجلس إدارة حركة البرمجيات الحرة.

## الجوائز والمنظمات
لمساهماته في تعليم علوم الحاسوب، حصل سوسمان على جائزة كارل كارلستروم للمعلمين المتميزين من جمعية آلات الحوسبة (ACM) في عام 1990، وجائزة عمار بوز للتدريس في عام 1991.
سوسمان وهال أبلسون هما المديران المؤسسان الوحيدان اللذان ما يزالان جزءا في مجلس إدارة مؤسسة البرمجيات الحرة (FSF).
سوسمان عضو زميل في معهد مهندسي الكهرباء والإلكترونيات (IEEE)، وعضو في الأكاديمية الوطنية للهندسة (NAE)، عضو زميل جمعية النهوض بالذكاء الاصطناعي (AAAI)، عضو زميل جمعية آلات الحوسبة (ACM)، عضو زميل الجمعية الأمريكية لتقدم العلوم (AAAS)، عضو زميل أكاديمية نيويورك للعلوم (NYAS)، عضو زميل في الأكاديمية الأمريكية للفنون والعلوم. وهو أيضًا عضو لمدى الحياة في American Watchmakers Clockmakers Institute (AWI)، وعضو في جمعية Massachusetts Watchmakers-Clockmakers Association (MWCA)، وعضو في Amateur Telescope Makers of Boston (ATMOB)، وعضو في American Radio Relay League (ARRL).

## حياته الخاصة
جيرالد سوسمان متزوج من مبرمجة الحاسوب جولي سوسمان. كان جيرالد سوسمان صديقًا لجيفري إبستاين وقد حضر سابقا مؤتمرًا في جزيرة إبستاين الخاصة.